# Psammotettix saxatilis
Psammotettix saxatilis är en insektsart som beskrevs av Alexander Fyodorovich Emeljanov 1962. Psammotettix saxatilis ingår i släktet Psammotettix och familjen dvärgstritar. Inga underarter finns listade i Catalogue of Life.